# Trouble oppositionnel avec provocation
Pour les articles homonymes, voir TOP.
 Mise en garde médicale
Le trouble oppositionnel avec provocation (TOP), décrit dans le Manuel diagnostique et statistique des troubles mentaux (DSM), est, chez l'enfant et l'adolescent, un ensemble de comportements négatifs, hostiles ou provocateurs envers des détenteurs de l'autorité, allant au-delà d'un comportement infantile habituel. Les individus souffrant de ce trouble ont tendance à se montrer agressifs et colériques. Ils importunent les autres sans but apparent, ils les accusent plutôt que d'admettre leurs erreurs et ils sont facilement irrités. Ils sont rancuniers et enclins à la vengeance. Si ce trouble n'est pas dépisté, ces enfants peuvent causer une détresse considérable dans leur entourage. 
Le DSM-5 a proposé de le classer dans une nouvelle catégorie diagnostique dite « Troubles disruptifs, du contrôle des impulsions et des conduites ».

## Diagnostic
Pour diagnostiquer le trouble, ces comportements doivent durer environ six mois,. De plus, selon les critères diagnostiques du DSM-Ill-R, le trouble oppositionnel avec provocation est défini comme une perturbation chez l'individu où il est possible d'observer au moins cinq des signes suivants :
- se met souvent en colère,
- conteste souvent ce que disent les adultes,
- s'oppose souvent activement aux demandes et aux règlements des adultes,
- fait souvent de façon délibérée des actes qui dérangent les autres,
- « en veut » souvent à autrui de ses propres erreurs,
- est souvent susceptible ou facilement agacé par autrui,
- est souvent en colère ou rancunier,
- est souvent haineux ou vindicatif,
- jure fréquemment ou utilise des expressions obscènes[3].

### Diagnostic différentiel
Ce trouble (TOP ou ODD pour oppositional defiant disorder) est proche du trouble du déficit de l'attention avec ou sans hyperactivité (TDAH) et du trouble disruptif avec dysrégulation émotionnelle, du trouble de la personnalité antisociale, du Syndrome d'évitement pathologique des demandes (mais en se distinguant par le fait que l'opposition dans le « Syndrome d'évitement pathologique des demandes » est toujours induit par une situation de « demande », alors que dans le TOP, elle se manifeste aussi dans d'autres contextes, très variées ; ainsi, « (...) l'enfant avec TOP peut insulter délibérément, se mettre en danger pour tester les limites, chercher à provoquer ou être à l'initiative de bagarres en embêtant les autres (...) »). 
Une hyperactivité motrice est souvent antérieurement observée chez eux (mais aussi dans le TDAH ou le trouble disruptif avec dysrégulation émotionnelle).

### Comorbidité
Le TOP est parfois associé à l'autisme et/ou à l'épilepsie ; ainsi, chez 85 enfants atteints d'épilepsie, quatre (5 %) présentaient des symptômes significatifs de TOP, avec selon les parents et les carnets scolaires des difficultés de gestion des émotions entrainant une déficience fonctionnelle très importante, ce qui doit être pris en compte lors de l'évaluation de la comorbidité neurocomportementale dans l'épilepsie infantile.

## Causes
De nombreuses causes ont été identifiés par les médecins et psychologues, souvent difficiles à départager. Ce peut être le contexte familial, le contact avant la naissance avec le tabac ou des boissons alcoolisées, une intoxication par le plomb ou des causes génétiques.
Selon Moffitt, le TOP serait lié à des déficits neuropsychologiques ou cognitifs légers. 

## Pronostic
Sans traitement, environ 52 % des enfants atteints de trouble oppositionnel avec provocation, continueront à rencontrer les critères du DSM-IV durant plus de trois ans et environ la moitié d'entre eux souffriront de graves troubles de la conduite.

## Traitements
La thérapie familiale systémique associée (dans le même temps ou dans un second temps) à une psychothérapie individuelle parait la méthode de choix pour traiter ce trouble qui révèle souvent une dynamique familiale dysfonctionnelle, parfois cachée.
La thérapie cognitivo-comportementale est décrite comme l'un des principaux traitements efficaces,. 
L'agressivité de l'enfant ou de l'adolescent atteint de TOP peut être prise en charge par une pharmacothérapie. 